# Cupar (Saskatchewan)
Cupar es un pueblo canadiense situado en la provincia de Saskatchewan.

## Superficie
Cupar tiene una superficie de 0,86 km².

## Demografía
En 2021, tenía 598 habitantes, una densidad poblacional de 694,1 hab./km², y 274 viviendas.